# Giuseppe Arnulfo
Giuseppe Arnulfo (Biella, 17 dicembre 1798 – Biella, 29 maggio 1867) è stato un politico italiano.

## Biografia
Laureatosi in Giurisprudenza all'Università degli Studi di Torino, svolse diverse cariche pubbliche nelle città di Biella, Vercelli e Novara prima di essere eletto deputato della I legislatura del Regno di Sardegna il 27 aprile 1848. Il 29 febbraio 1860, avendo esercitato la carica di deputato per più di sei anni e per oltre tre legislature, fu nominato senatore.
Morì il 29 maggio 1867 per un malore improvviso. Le sue ceneri riposano nel cimitero monumentale di Oropa.